# Кюмахти-шах
Кюмахи-шах (перс. کوماتی شاه‎; ? — 1220) — хорезмийский царевич, самый младший из детей хорезмшаха Мухаммеда.

## Биография
Был самым младшим из детей хорезмшаха Мухаммеда, кто была его матерью неизвестно.

В 1220 году вместе с бабушкой Теркен-хатун, братьями, сёстрами и другими жёнами отца был в составе каравана, бежавшего из Ургенча. Они все укрылись в крепости Илал (пред. Табаристан), монголы подошли и окружили крепость. Крепость сдалась через 4 месяца из-за жажды осаждённых. Все пленники были доставлены в лагерь Чингисхана.
Она (Теркен-хатун) привязалась к нему, проводя с ним дни несчастья и горя и часы страданий и скорби. Однажды она расчесывала ему волосы и говорила при этом: «Сегодня у меня так сжимается сердце, как никогда раньше». Вдруг подошел к ней один из сархангов Чингиз-хана, чтобы взять мальчика. Его разлучили с ней, и больше она не видела его. Когда мальчика привели к нему (Чингиз-хану), он приказал задушить его, и тот был задушен. Вот и она в сем мире получила должное за то, что совершила, погубив и истребив детей государей.
Братья его также были умерщвлены, а сестры и женщины из гарема отца розданы сыновьям и сподвижникам Чингисхана.